# Pegomya thapai
Pegomya thapai är en tvåvingeart som beskrevs av Masayoshi Suwa 1984. Pegomya thapai ingår i släktet Pegomya och familjen blomsterflugor.
Artens utbredningsområde är Nepal. Inga underarter finns listade i Catalogue of Life.